# Kasteel Terbos
Kasteel Terbos was een kasteeltje te Hoeselt, aan Hombroekstraat 22 nabij Onze-Lieve-Vrouw (Hoeselt).
Hier lag aanvankelijk een cijnshoeve die eigendom was van de prins-bisschop van Luik. In 1745 werd het goed gekocht door Gravin Jeanne d'Aspremont, die er in 1746 een kasteeltje liet bouwen. Dit omgrachte gebouw had een neerhof.
De hoeve werd in de 19e eeuw geleidelijk aan uitgebreid tot een semi-gesloten hoeve. Het kasteeltje verviel echter in de loop van de 20e eeuw. Het verloop van de grachten is echter nog in het terrein te zien, in een deel staat zelfs nog water.
Het tegenwoordig oudste deel van de hoeve dateert uit de eerste helft van de 19e eeuw en omvat ook het koetshuis en de paardenstallen van het oorspronkelijke kasteeltje.

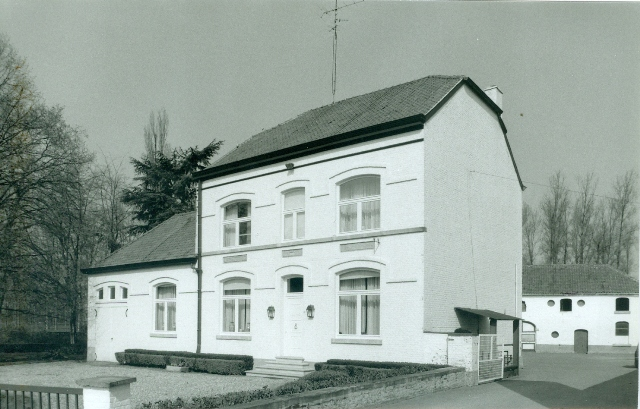
Hoeve van het vroegere kasteel